# Гай Дуцений Прокул
Гай Дуце́ний Проку́л (лат. Gaius Ducenius Proculus; умер после 87 года) — древнеримский политический деятель из плебейского рода Дуцениев, консул-суффект 87 года.

## Биография
Гай принадлежал к неименитому плебейскому роду, происходившему, согласно предположению крупного британского учёного Р. Сайма, из Патавия. Впрочем, о его представителях известно только благодаря эпиграфическим источникам. 
О гражданско-политической деятельности Гая известно только то, что в 87 году он занимал должность консула-суффекта. Более имя Дуцения Прокула в сохранившихся источниках не фигурирует.

## Примечание
1. ↑  Syme R. The Eight Consuls from Patavium // Papers of The British School at Rome. — 1983. — № LI — Pp. 102—124.